# Nototriche
Nototriche je rod rostlin z čeledi slézovité. Jsou to pohledné, drobné, často polštářovitě rostoucí rostliny s podzemními dřevitými stonky zakončenými na povrchu půdy bylinnými růžicemi. Květy jsou pětičetné. Rod zahrnuje asi 100 druhů a vyskytuje se pouze v jihoamerických Andách, kde roste v alpínské vegetaci typu puna a páramo ve vyšších nadmořských výškách.

## Popis
Zástupci rodu Nototriche jsou drobné vytrvalé nebo zřídka i jednoleté rostliny s velmi specifickou stavbou. Nadzemní části jsou bylinné, vytrvalé druhy mají dřevnatý a většinou větvený podzemní stonek, zpravidla pokrytý listovými pochvami. Každá větev stonku je na povrchu půdy zakončena listovou růžicí. Rostliny často vytvářejí husté polštáře. Listy jsou jednoduché, dlanitě pětilaločné nebo různými způsoby (dlanitě či zpeřeně, i vícenásobně) členěné. Palisty jsou srostlé s řapíkem. Květy jsou pravidelné, pětičetné, téměř přisedlé a přitisklé k listům nebo naopak dlouze stopkaté a čnějící nad listové růžice. Kalich je asi do poloviny dělený na laloky, často plstnatý. Na bázi kalicha je 5 žláznatých nektárií. Koruna je bílá, žlutá, růžová, modrá, purpurová nebo červená, delší než kalich. Korunní lístky jsou více či méně srostlé. Tyčinky jsou srostlé do tenkého sloupku, na vrcholu nesoucího kulovitý až podlouhlý útvar z prašníků. Semeník obsahuje 7 až 14 komůrek, v každé je 1 vajíčko. Čnělka je delší než tyčinky a je členěná do 7 až 14 větví. Plody jsou chlupaté, rozpadavé na 7 až 14 plůdků obsahujících po 1 ledvinovitém semeni.

## Rozšíření
Rod Nototriche zahrnuje asi 100 druhů. Je rozšířen pouze v jihoamerických Andách od Ekvádoru po Chile a Argentinu. Na severu je jeho areál ohraničen ekvádorskou provincií Pichincha. Jsou to vysokohorské rostliny, rostoucí jako součást alpínské vegetace známé jako páramo a puna. Největší druhové rozmanitosti dosahují v puně v oblasti jižního Peru a Bolívie. Některé druhy dosahují nadm. výšek až 5500 metrů. Jen zřídka se vyskytují ve výškách pod 3000 metrů, respektive v jižní části areálu pod 2500 metrů.